# Marbau Selatan
Marbau Selatan is een bestuurslaag in het regentschap Labuhan Batu Utara van de provincie Noord-Sumatra, Indonesië. Marbau Selatan telt 3460 inwoners (volkstelling 2010).